# Too Marvelous for Words
«Too Marvelous for Words» — песня, которую написали американский композитор Ричард А. Уайтинг и поэт-песенник Джонни Мерсер.
Песня впервые прозвучала в музыкальном фильме Ready, Willing and Able (Warner Bros., 1937), где её поют Руби Килер и Ли Диксон. Сначала Киллер и Диксон поют, а потом действие перерастает в танцевальный номер — они танцуют чечётку на гигантской печатной машинке, как бы выстукивая на ней текст песни.

## Музыка и стихи
Книга «Хиты 1900–1955 годов: Американская популярная музыка дороковой эпохи» описывает содержание этой песни следующим образом,
Певец пытается найти слова, чтобы описать свою возлюбленную. Но не может найти слов, которые бы отдали ей должное. Она не поддается описанию словами. Она слишком особенная, «чтобы быть в словаре Вебстера».